# Zuidelijke tandvlinder
De zuidelijke tandvlinder (Drymonia velitaris) is een vlinder uit de familie van de tandvlinders, de Notodontidae. De voorvleugellengte bedraagt voor het mannetje tussen de 12 en 15 millimeter en voor het vrouwtje tussen de 15 en 18 millimeter. De imago is goed te herkennen aan de gelige vlek aan de basis van de voorvleugel. De soort komt verspreid over Centraal en Zuid-Europa en Klein-Azië voor. Hij overwintert als pop.

## Waardplanten
De zuidelijke tandvlinder heeft als waardplant de eik.

## Voorkomen in Nederland en België
De zuidelijke tandvlinder is in Nederland een zeldzame en in België een zeer zeldzame soort. De vlinder kent één generatie, die vliegt van eind mei tot in augustus.